# Kaizer Motaung
Kaizer Motaung (Johannesburg, 10 ottobre 1944) è un ex calciatore e dirigente sportivo sudafricano, presidente del Kaizer Chiefs.
Motaung è il padre di Kaizer Motaung Junior, anch'egli calciatore.

## Carriera

### Calciatore
A sedici anni venne ingaggiato dagli Orlando Pirates, società con cui militerà sino al 1968, quando Phil Woosnam lo ingaggia per i suoi Atlanta Chiefs, franchigia nella neonata North American Soccer League.
Con il sodalizio di Atlanta vinse la NASL 1968 ed il titolo individuale di miglior esordiente. L'anno seguente fu il capocannoniere del campionato.
Ritornato in patria nel 1969, dopo aver effettuato una tournée nel paese con una selezione conosciuta come Kaizer XI, che traeva le sue origini anche da alcuni dissidi interni al suo vecchio club di appartenenza che aveva scacciato alcuni giocatori e dirigenti che furono poi accolti da Motaung nella nuova realtà, il 7 gennaio 1970 fondò i Kaizer Chiefs. Con la sua nuova squadra vinse il campionato 1974 segnando 13 reti, pur giocando pochi incontri per il suo contemporaneo impegno con gli statunitensi del Denver Dynamos.
Tornato in America gioca con i Philadelphia Ukrainians, squadra dell'American Soccer League, con cui si aggiudica il torneo torneo 1970.
Tornò a giocare con gli Atlanta Chiefs l'anno seguente. Nelle finali del torneo 1971, Motaung giocò per gli Chiefs tutte e tre le sfide contro i texani del Dallas Tornado, segnando anche una rete nella vittoriosa finale di andata del 12 settembre, vinta per 2-1.
Lasciò la NASL sino al 1974, quando venne ingaggiato dai Denver Dynamos, con cui, in entrambe le due sue stagioni di militanza non superò la fase a gironi.
Nel 1975 fu tra i protagonisti della sfida storica tra Kaizer Chiefs e l'Hellenic, che si affrontarono nella finale della Chevrolet Champions of Champions, uno dei pochi tornei multietnici del Sudafrica dell'epoca. L'Hellenic era una squadra formata da solo giocatori bianchi, mentre l'Amakhosi era composta da soli giocatori neri. La squadra di Città del Capo vinse la prima partita per 4-0, mentre gli Chiefs si imposero nella gara di ritorno 2-1, grazie ai gol di Motaung e Abednigo Ngcobo e, questa fu la prima volta in Sudafrica che una squadra “nera” batteva una squadra “bianca”.
Concluse la carriera nei suoi Kaizer Chiefs nel 1976 per dedicarsi completamente alla guida della società dopo l'uccisione di Ewert Nene, che si era dedicato alla part amministrativa del club, da parte di alcuni facironosi

### Dirigente sportivo
Ritornato in patria ed influenzato dalla sua prima esperienza nel calcio professionistico nordamericano, decise di fondare nel gennaio 1970 un proprio club, che chiamò, unendo il suo nome alla squadra in cui militava, Kaizer Chiefs. La squadra, che ha sede a Johannesburg, è la più titolata del Sudafrica, con dodici campionati vinti.

## Palmarès

### Club

#### Competizioni nazionali
- North American Soccer League: 1

Atlanta Chiefs: 1968
- American Soccer League: 1

Philadelphia Ukrainians: 1970
- National Professional Soccer League (Sudafrica): 1

Kaizer Chiefs: 1974